# Fritz Lotz
Fritz Lotz (* 1842 in Basel; † 10. Oktober 1894 ebenda) war ein Schweizer Architekt und Politiker.

## Leben
Nach der Schulzeit in Basel ging Fritz Lotz im Jahr 1860 zum Studium der Architektur an das Polytechnikums Zürich. Hier wurde er beim Corps Rhenania aktiv. Am 29. November 1861 gehörte er wie auch Hieronimus Seeli, Arnold Bachofen und Wilhelm Bachofen zu den sechs Stiftern des Corps Helvetia Zürich (WSC).
Nach dem Studium liess er sich in Basel als Architekt nieder. 
Lotz war Offizier der baselstädtischen Feuerwehr. Im Jahr 1883 wurde er zum Hauptmann der 4. Feuerwehrkompanie und später zum Kommandanten der baselstädtischen Feuerwehr ernannt. In der Schweizer Armee diente er als Offizier, zuletzt als Genie-Oberstleutnant. Er war Mitglied des Grossen Rates des Kantons Basel-Stadt.
Fritz Lotz war Zunftmeister der Zunft zu Spinnwettern und seit dem Jahr 1867 Mitglied der Gesellschaft der Feuerschützen Basel, seit 1878 als Schützenmeister und seit 1881 als Oberschützenmeister. In dieser Funktion vertrat er die Gesellschaft bei den eidgenössischen Schützenfesten.